# キャピタル・アセット・プランニング
株式会社キャピタル・アセット・プランニング（Capital Asset Planning, Inc.）は生命保険販売システムの開発を中核とする、日本のシステムインテグレーター。

## 沿革
- 1990年
  - 4月 - 金融リテール向けの受託開発およびパッケージソフトウエアの開発業務を目的として、株式会社キャピタル・アセット・プランニングを大阪市中央区に設立。
  - 8月 - FPシステム（ライフプランシミュレーション）を外資系保険会社から受注開発。
- 1993年11月 - ニーズ分析ソフトおよび営業フロントエンドシステム（法人リスクマネジメント、ライフプランニング、設計書・申込書システム）を大手保険会社から受注開発。
- 1996年
  - 9月 - 東京都千代田区に東京事務所を開設。
  - 10月 - 損保系生保の代理店向け営業フロントエンドシステム（ニーズアナリシス・設計書・申込書システム）を受託開発。
- 1998年 - 日本FP協会の認定教育機関となる。投資信託協会から投信評価会社に認定。
- 2000年
  - 7月 - 大阪市北区に本社を移転。
  - 8月 - 大手銀行より確定拠出年金Webサイトの開発を受託。
- 2005年6月 - 営業支援システム（SMAフロントシステム）を大手証券会社から受注開発。
- 2006年6月 - ファイナンシャルコンサルティング統合ツール「Financial Center Pro」の開発。
- 2007年
  - 3月 - 大手証券会社にて「Financial Center Pro」を営業支援システムとして採用。富裕層向け投資政策書作成、アセットアロケーション、個別投信選択システムの開発・納品。
  - 12月 - 生命保険会社の銀行窓口販売全面解禁に伴い、共同ゲートウェイを経由した複数生命保険会社の銀行窓口販売用設計書・申込書システムを受託開発。情報セキュリティマネジメントシステム（ISMS）の認証取得。
- 2009年11月 - 統合的資産管理システム「Wealth Management Workstation」（WMW）を会計事務所、独立系ファイナンシャルプランナー、プライベートバンカー向けに提供開始。
- 2010年3月 - 生命保険会社総合フロントエンドシステムを大手保険会社から受注。品質マネジメントシステムの認証取得。
- 2012年
  - 4月 - 一橋大学大学院国際企業戦略研究科に寄附講座を設置。
  - 7月 - ファミリーオフィス実践研究会を設立。
- 2014年12月 - 情報セキュリティマネジメントシステム（ISMS）の認証取得（規格改定）。
- 2016年
  - 1月 - 個人情報保護マネジメントシステム（PIMS）のアドオン認証取得。
  - 4月 - 東京都千代田区に神保町オフィスを開設
  - 10月 - 東京証券取引所JASDAQ市場に上場
  - 12月 - 品質マネジメントシステムの認証取得（規格改定）。
- 2017年
  - 4月 - 福岡県福岡市博多区に福岡事業所を開設。
  - 12月 - 東京都港区　品川シーズンテラスに東京事務所を移転。
- 2018年
  - 4月 - 株式会社インフォームと資本業務提携を締結。
  - 8月 - クラウドを活用した生命保険会社向け新カスタマーセンターシステムを提供。
  - 9月 - 株式会社マネーフォワードと業務提携し、総合資産形成アドバイスシステムの共同開発を開始。東京証券取引所市場第二部に市場変更。
- 2019年
  - 1月 - 株式会社インフォームの株式を取得し、連結子会社化。
  - 2月 - 株式会社青山財産ネットワークスと資本業務提携を締結。
- 2020年12月 - 東京証券取引所市場第一部に指定。
- 2021年12月 - GAIA株式会社と資本業務提携を締結。
- 2022年1月 - キヤノンマーケティングジャパン株式会社と資本業務提携を締結。

## 事業所
- 大阪本社 - 大阪府大阪市北区堂島2丁目4番27号　JRE堂島タワー 6F・7F
- 東京事務所 - 東京都港区港南1丁目2番70号　品川シーズンテラス25F・27F
- 神保町オフィス - 東京都千代田区神田神保町3丁目25番地　住友神保町ビル4F・6F
- 福岡事業所 - 福岡県福岡市博多区博多駅東2丁目17番5号 A．R．Kビル7F